# Salomón Aguado Manzanares
Salomón Aguado Manzanares (Pinto, 1977) es un político español actualmente en la formación política PP.
Es el alcalde de Pinto desde junio de 2023 por la formación política PP. Concejal concejal de Hacienda del municipio desde junio de 2011 hasta junio de 2015 en el gobierno de Miriam Rabaneda y desde junio de 2019 hasta junio de 2023, portavoz del Partido Popular en el municipio.

## Biografía
Salomón Aguado nacido en Pinto en 1977, es Diplomado en Ciencias Empresariales, como Mejor Expediente Académico, y Licenciado en Ciencias Actuariales Financieras, como Mejor Expediente Académico y Primer Premio Nacional Fin de Carrera del Ministerio de Educación y Ciencia, ambas por la Universidad Calos III de Madrid y Doctor Europeo en Economía Agraria por la Universidad Politécnica de Madrid, es profesor de economía financiera y hacienda pública en la Universidad a Distancia de Madrid. 
Tras las Elecciones municipales de España de 2011, Aguado accedió como concejal al Ayuntamiento de Pinto siendo concejal de gobierno bajo el mandato de Miriam Rabaneda como Concejal de Hacienda hasta 2015.
Tras la renuncia de Miriam Rabaneda a la portavocía en 2019, Aguado se convirtió en el portavoz municipal del partido en el ayuntamiento. Tras su dirección de la portavocía, en julio de 2022 fue designado candidato a alcalde al ayuntamiento de Pinto, siendo el cabeza de lista de su formación a las elecciones municipales de 2023.
Tras las elecciones, el PP ganó con 9 escaños, formando alianza con el partido municipalista de derechas, Pinto Avanza, siendo Aguado alcalde del municipio tras Juan Diego Ortiz González</ref>. Tras su dirección de la portavocía, en julio de 2022 fue designado candidato a alcalde al ayuntamiento de Pinto. Aguado tras formar gobierno con Pinto Avanza publicó los diferentes nombramientos de gobierno.